# علي سلطان (خان)
علي خليل، المعروف أيضًا باسم علي سلطان، كان خان (حكم 1342/1343) من خانية جغتاي. كان من نسل قادان، ابن الخان العظيم الثاني أوقطاي.
هاجم علي قصر يسون تيمور واغتصب العرش. كان أول وآخر من أعاد سلطة أوقطاي على خانية جغتاي منذ عهود كايدو وابنه شَبار. خلال فترة حكمه، استوعب الإسلام المغول الجغتائيون بالكامل وهناك مزاعم بأضطهاده الأديان الأخرى.
| علي سلطان (خان) آل أوقطاي |                      |                          |
| سبقه يسون تيمور           | خان خانية جغتاي 1342 | تبعه محمد الأول بن بولاد |